# دزیارژینسک
دزیارژینسک (به لاتین: Dzyarzhynsk) یک منطقهٔ مسکونی در بلاروس است که در منطقه مینسک واقع شده‌است. دزیارژینسک ۲۵٬۱۶۴ نفر جمعیت دارد.

## خواهرخوانده
شهر واسیلکیف خواهرخواندهٔ دزیارژینسک هست.